# Samuel Mbappé Léppé

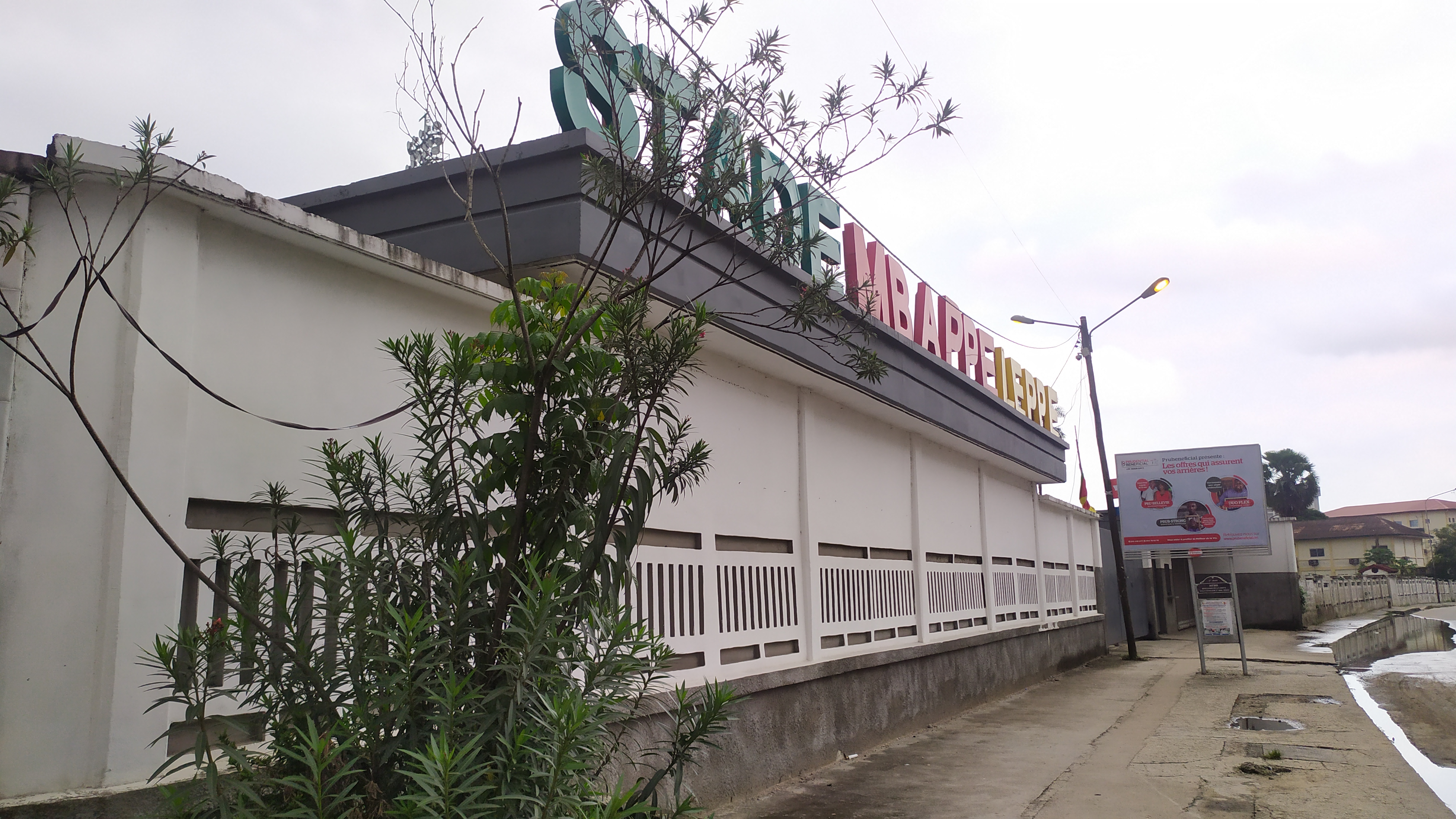
Entrada del Stade Mbappé Léppé.

Samuel Mbappé Léppé (Douala, Camerún francés; 28 de febrero de 1936 – Douala, Camerún; 25 de diciembre de 1985), también conocido como Mbappé Moumi Samuel, fue un futbolista de Camerún que jugó en la posición de centrocampista.

## Carrera

### Club
Jugó toda su carrera con el Oryx Douala de 1956 a 1972, equipo con el que fue campeón nacional en cinco ocasiones, cuatro títulos de copa y la Copa Africana de Clubes Campeones 1965.

### Selección nacional
Jugó en tres partidos de la copa Africana de Naciones 1970.

## Legado
En 1982 el gobierno de Camerún creó una estampilla de 125 francos con su imagen. El Akwa Stadium pasó a llamarse Stade Mbappé Léppé en su honor. Luego fue condecorado con el título de "Leyenda Africana" durante la entrega de premios de la CAF en 2015.
A pesar de tener el mismo apellido que el astro francés Kylian Mbappé, no tiene ningún parentesco con él.

## Logros
- Primera División de Camerún (5): 1961, 1963, 1964, 1965, 1967
- Copa de Camerún (4): 1956, 1963, 1968, 1970
- Copa Africana de Clubes Campeones (1): 1965